# إيغور آشيربيلي

## حياته
إيغور آشيربيلي (Igor Raufovich Ashurbeily) هو عالم روسي من أصل أذربيجاني ولد في 9 شتنبر 1963 في باكو , أذربيجان 

## مشروعه
يعتبر إيغور مؤسس الدولة المجهرية مملكة أسجارديا الفضائية  التي تأسست في 12 أكتوبر 2016 (أو 5 أكتوبر حسب التقويم الأسجاردي) تم ذلك في باريس ، تهدف إلى إطلاق أقمار صناعية للفضاء لأجل العثور على دولة حقيقية ستعترف بها الأمم المتحدة. يكمن الهدف النهائي في تجنب القيود الموضوعة حالياً على الإطار العام لقانون الفضاء.
تمت دعوة الناس للانتساب كمواطنين لهذه الدولة الجديدة وعرفت إقبالا من مختلف دول العالم ومنها دول عربية مثل المغرب , مصر , و سوريا.